# 津幡町立津幡中学校
津幡町立津幡中学校（つばたちょうりつ つばたちゅうがっこう）は、石川県河北郡津幡町字加賀爪にある公立中学校。

## 概要
- 吹奏楽部が有名。
- 名札は、プラスチック板に氏名をフルネーム刻字し、制服に縫い付ける。
- 学年ごとに名札や靴紐色が違っている。
- 様々な部活で全国大会に出場している

## 沿革
- 1948年（昭和23年）4月1日 - 津幡町中条村学校組合立津幡中学校として開校。
- 1949年（昭和24年）8月1日 - 校舎を新築移転。
- 1953年（昭和28年）4月1日 - 笠谷村の組合参加により、校名変更。
- 1954年（昭和29年）3月31日 - 町村合併により、現在の校名となる。
- 1956年（昭和31年）4月1日 - 能瀬中学校・井上中学校を統合。
- 1958年（昭和33年）4月1日 - 別所中学校を統合。
- 1963年（昭和38年）4月1日 - 種中学校・笠谷中学校・刈安中学校を統合し、河合谷分校を設置。
- 1973年（昭和48年）4月1日 - 河合谷分校を、津幡町立河合谷中学校として分離。
- 1979年（昭和54年）1月8日 - 寄宿舎「白帆寮」が完成。
- 1990年（平成2年）3月31日 - 寄宿舎「白帆寮」を廃止。
- この頃より、現校舎への建て替えが始まる。
- 1996年（平成8年）4月1日 - 河合谷中学校が前日限りで廃校となり、同校区を編入。
- 1999年（平成11年）4月1日 - 津幡町立津幡南中学校を分離。
- 2002年（平成14年）
  - 2月8日 - 新校舎が竣工。
  - 12月10日 - 新校舎の落成記念式典を挙行。
- 2024年（令和6年）1月 - 9日の3学期始業式は通常通り行ったが、1日夕方に発生した令和6年能登半島地震の影響により、10日まで夕方の部活動が禁止となり、12日まで給食が中止となる影響が出た[1]。

## 周辺
- 津幡警察署
- 石川県立津幡高等学校
- 中津幡駅
- 津幡町役場
- 津幡郵便局
- 津幡駅
- シグナス（図書館）

## 交通
- 西日本旅客鉄道（JR西日本）七尾線中津幡駅から南へ約500m。

## 主な卒業生
- 川井梨紗子 - 女子レスリング選手
- 川井友香子 - 女子レスリング選手。梨紗子の妹。